# Підгаєцька угода (1667)
Підгаєцька угода 1667 — договір, який укладено в ході польсько-українсько-татарської війни 19 жовтня 1667 року між представником Речі Посполитої Яном Собеським і гетьманом Правобережної України Петром Дорошенком.

## Передумови
Влітку та восени 1667 року Петро Дорошенко розгорнув воєнні дії проти Речі Посполитої, що дістали назву «Підгаєцька кампанія». У серпні того ж року в Україні з'явилася орда під проводом калги-салтана Керим-Гірея, згодом прибули й османські яничари. У вересні об'єднані сили калги та Дорошенка розпочали регулярні воєнні дії. П. Дорошенко розраховував на непідготовленість Речі Посполитої, але Ян Собеський знав про наступ й готувався.
У другій половині вересня 1667 року Петро Дорошенко з 24 тисячами своїх козаків, 40 гарматами й кількома десятками тисяч орди на чолі із Керим-Гіреєм був уже в Галичині. Туди прийшли три тисячі османських яничарів із 12 гарматами. Проти цих сил Ян Собеський міг виставити 15 тисяч регулярного війська й кілька тисяч озброєної челяді. Але його підтримав запорозький кошовий Іван Сірко, який ще в січні 1667 року побував у Львові.
Ян Собєський укріпився на дуже сильній позиції біля Підгайців, де на початку жовтня його облягли козаки й татари. Він два тижні витримував облогу. Коли його сили почали слабнути, надійшла звістка, що Сірко вдарив на Перекоп і спустошив північний Крим. Це викликало паніку серед татарських союзників Дорошенка. Невдовзі понад головами своїх союзників Керим-Гірей почав 16 жовтня переговори з Яном Собєським, і всього за чотири години вже був готовий трактат про «вічну приязнь і непорушний мир». Щодо козаків, то вони мали залишитися в підданстві Речі Посполитії на умовах, які мусили виробити спеціальна комісія.
Петро Дорошенко опинився в настільки небезпечній ситуації, що йому залишилося лише наспіх копати шанці для захисту свого табору від «союзників». Коли на третій день Керим-Гірей запропонував своє посередництво, Дорошенко, не маючи вибору, розпочав переговори з Яном Собєським.

## Угода
19 жовтня 1667 року була підписана угода:
- П.Дорошенко й Військо Запорозьке обіцяли підданство королеві й відмовлялися на майбутнє від усяких інших протекцій;

- магнати й шляхта могли вільно вертатися до своїх маєтків;

- Коронне військо не повинно було входити до козацької України;

- Річ Посполита була вимушена визнати кордон козацької держави по річці Горинь;

- Залога в Білій Церкві мала бути зменшена.

Пакт був скріплений взаємною присягою П.Дорошенка й Я.Собєського.

## Текст Підгаєцької угоди
ПІДГАЄЦЬКІ ПАКТИ, 
постановлені з його милістю паном Дорошенком, гетьманом запорозьким
Ясновельможний його милість пан великий маршалок і польний коронний гетьман, пізнавши щиру готовність його милості пана Петра Дорошенка, гетьмана війська його королівської милості Запорозького, до послуг його королівської милості й Речі Посполитій і маючи його запевнення, що не з війною, але з проханням благають ласки його королівської милості й Речі Посполитої, обіцяє згаданому панові гетьману з військом його королівської милості Запорозьким подати прохання до його королівської милості й Речі Посполитої, аби все те, що сталося дотіль, його королівська милість і Річ Посполита піддала цілковитому забуттю. А щоб це його милість король та Річ Посполита ясніше побачили, його милість пан гетьман запорозький і Запорозьке військо обіцяють відтепер цілковите й вірне підданство його королівській милості й Речі Посполитій, щире бажання на всілякі послуги і вирікається на потім всіляких протекцій, покладаючи свою безпеку на саму тільки ласку його королівської милості й Речі Посполитої. І щоб бути достойнішими її, зобов'язується всім панам, як дідичних добр, так і державних добр його королівської милості, чи їхнім намісникам, давати допомогу для їхнього безпечного мешкання в домах, за винятком того, про що покірно просять, аби козаки й їхні хутори були вільні.
А оскільки ясновельможний його милість пан великий маршалок і польний коронний гетьман не має повної сили на заспокоєння претензій його королівської величності Запорозьких військ, то всі їхні вимоги відкладає до найближчого сейму, на який військо його королівської милості Запорозьке зашле своїх послів і проситиме комісії, в чому їм допоможе ясновельможний його милість пан маршалок. Тим часом він убезпечує Запорозьке військо, що до комісії не вводитиме коронних, його королівської милості, військ у жодне місто, нікуди, де тільки мешкають козаки, що належать до Запорозького війська. Навзаєм і запорозькі війська не повинні вимагати жодних міст, у яких досі козаків не було. А що то за міста, має бути висловлено особливим актом.
Через те, що білоцерківська залога не може мати достатнього утримання без утиску людей Запорозького війська, лишаючись у такому числі, як і в Білій Церкві, так і в інших містах, то його милість пан маршалок на прохання його милості пана гетьмана Запорозького війська і цілого війська згоджується послати офіцера до його милості пана Стахурського 3 з розпорядженням, щоб частину людей спроваджено з Білої Церкви, суворо наказавши, аби його милість пан комендант, лишаючись у Білій Церкві, у найменший спосіб не важився чинити жодної кривди людям, що належать до Запорозького війська, під загрозою військового суду. Тим же розпорядженням накаже панові коменданту, щоб як церковні речі, так і те, що взято в полковника паволоцького, віддав цілком, кому належить, без усілякої відволоки, аби всі покривджені були задоволені.
Ці пункти мають бути зараз зміцнені присягою з боку його королівської милості й Речі Посполитої через ясновельможного його милості пана великого маршалка і коронного польного гетьмана та їхніх милостей панів комісарів, призначених до трактування, а з боку війська його королівської милості Запорозького через його милість пана Петра Дорошенка, гетьмана, обозного військового, генеральних суддів, осавулів, сотників і всіляку старожитню старшину та стверджені, згідно з писаною формою.
Даний під Підгайцями,
19 жовтня, дня, 1667 року

ПРИСЯГА ВІЙСЬКА ЙОГО КОРОЛІВСЬКОЇ МИЛОСТІ ЗАПОРОЗЬКОГО
Я, Петро Дорошенко, гетьман війська його королівської милості Запорозького, всі обозні, судці, осавули, полковники, сотники і всі разом старшини своїм і цілого війська його королівської милості Запорозького іменем тих, що лишаються як тут, в обозі під Підгайцями, так і тих, що лишились удома, котрі є тепер і котрі будуть на потомні часи, присягаємо панові Богові святому, єдиному в святій Трійці, перед найсвятішою Дівою і всіма святими, що як і предки наші, які мали повну силу і начальство від многовладних найясніших польських королів та Річі Посполитої, своїх дідичних панів, так і ми будемо постійно й тривко почуватися в тому-таки вірному підданстві його королівської милості та Речі Посполитої, обіцяючи його королівській милості та Речі Посполитій всілякі щирі та зичливі послуги, вирікаючись усілякої сторонньої протекції своїм і наступників наших, належних до військ його королівської милості, іменем. Зі сторонніми без відома його королівської милості не матимемо кореспонденції ані посольства, але покладаємо все наше майно і власне здоров'я його королівській милості та Речі Посполитій в надії, що його королівська милість, пан наш милостивий, та Річ Посполита милостиво вдовольнять наші прохання. А ми все те, що висловлено в пунктах, написаних під Підгайцями, і те, що зараз обіцяємо, утверджуємо нинішньою клятвою. А коли б не дотримали в будь-чому, хай покарає нас Господь Бог на душах, тілах, дітях, майні нашому тепер і на потомні часи.